# Омшено
Омше́но (устар. «Мшано»; бел. Амшэ́на) — озеро на территории Вайханского сельсовета в южной части Городокского района на северо-востоке Витебской области Белоруссии.
Площадь 0,05 км². Длина 0,43 км. Наибольшая ширина 0,14 км. Длина береговой линии 0,97 км. В бассейне реки Храповлянка, в 7 км к юго-западу от города Городок, около деревни Малые Стайки. Склоны котловины высотой до 2 м, под сельхозугодьями. На западе и востоке впадают 3 ручья.